# Zagorski puran
Zagorski puran je hrvatska pasmina purana. 

## Povijest
Prve jedinke zagorskih purana su u hrvatske krajeve došle iz Italije u 16. stoljeću. Od konca 19. stoljeća purane se izvozi iz Hrvatskog zagorja na europsko tržište. Vrhunac proizvodnje bio je 1930-ih kad je na tržišta poput poput Engleske, Italije, Njemačke, Švicarske i Belgije, godišnje u izvoz otišlo do 100.000 jedinaka.

## Zaštita
Od 1998. godine je na popisu izvornih i zaštićenih pasmina Republike Hrvatske. Godine 2000. upisan je u svjetski registar pasmina domaćih životinja koja se vodi pri FAO-u. Da bi neki puran bio zagorski puran, on mora biti uzgojen isključivo na području Hrvatskog zagorja, što zemljopisno obuhvaća Krapinsko-zagorsku županiju, Varaždinsku županiju te rubne dijelove Zagrebačke županije koji graniče s Krapinsko-zagorskom i Varaždinskom županijom odnosno općine: Brdovec, Marija Gorica, Pušća, Dubravica, Luka, Jakovlje, Bistra i Bedenica.